# グレーテ・ライナー
グレーテ・ライナー（ドイツ語: Margarethe "Grete" Lainer、1914年6月20日 - 1991年11月27日）は、オーストリア、ウィーン出身のフィギュアスケート選手（女子シングル）。1936年ガルミッシュ・パルテンキルヘンオリンピックオーストリア代表。

## 主な戦績
| 大会/年      | 1932-33 | 1933-34 | 1934-35 | 1935-36 |
| ------------ | ------- | ------- | ------- | ------- |
| オリンピック |         |         |         | 9       |
| 世界選手権   |         | 6       |         |         |
| 欧州選手権   | 8       | 5       | 6       |         |